# Iphiaulax latistigma
Iphiaulax latistigma är en stekelart som beskrevs av Donald L.J. Quicke 1991. Iphiaulax latistigma ingår i släktet Iphiaulax och familjen bracksteklar. Inga underarter finns listade i Catalogue of Life.